# Derk Schut
Derk Schut (Utrecht, 9 september 1984) is een Nederlands voetballer die als aanvaller voor FC Den Bosch speelde. Hij is de jongere broer van Alje Schut.

## Carrière
Derk Schut speelde in de jeugd van UVV, USV Elinkwijk en FC Den Bosch. Hij debuteerde voor FC Den Bosch op 19 augustus 2002, in de met 3-1 verloren uitwedstrijd tegen ADO Den Haag. Hij kwam in de 61e minuut in het veld voor Paul Beekmans. Schut scoorde zijn eerste doelpunt voor Den Bosch op 14 september 2002, in de met 2-0 gewonnen thuiswedstrijd tegen SC Cambuur. Nadat FC Den Bosch in 2004 naar de Eredivisie promoveerde, kwam Schut nauwelijks meer in actie en werd zijn contract in januari 2005 ontbonden. Hierna speelde hij voor de amateurclubs VV DOVO, ASWH, USV Elinkwijk, VV De Meern en UVV.

### Statistieken
| Seizoen                   | Club           | Land           | Competitie     | Competitie | Competitie |
| Seizoen                   | Club           | Land           | Competitie     | Wed.       | Dlp.       |
| ------------------------- | -------------- | -------------- | -------------- | ---------- | ---------- |
| 2002/03                   | FC Den Bosch   | Nederland      | Eerste divisie | 21         | 5          |
| 2003/04                   | FC Den Bosch   | Nederland      | Eerste divisie | 9          | 2          |
| 2004/05                   | FC Den Bosch   | Nederland      | Eredivisie     | 1          | 0          |
| Carrièretotaal            | Carrièretotaal | Carrièretotaal | Carrièretotaal | 31         | 7          |
| Bijgewerkt op 8 juni 2018 |                |                |                |            |            |